# Charles Constant
Charles Constant, né le 2 mars 1846 à Fontainebleau et mort le 15 janvier 1918, est un avocat, historien et publiciste français.

## Biographie

### Origines et jeunesse
Charles Félix Constant naît le 2 mars 1846 à Fontainebleau (Seine-et-Marne), de Charles Félix Constant, tanneur dans cette ville, et d'Adèle Antoinette Grison.
Il passe sa jeunesse dans sa ville de naissance, y fait ses débuts dans la cléricature et songe d'ailleurs à s'y établir en qualité d'avoué. Il se consacre à la recherche dans les archives, publie des notices sur l'histoire locale et donne des communications et des références à la Société d'archéologie et d'histoire de Seine-et-Marne qui siège à Melun. En parallèle, il produit également une revue satirique au théâtre de la rue Marrier. Durant la guerre franco-allemande de 1870, Constant effectue son devoir dans le corps des Mobiles de la Loire et est lieutenant de la Garde nationale mobile mobilisée dans le bataillon de l'arrondissement de Fontainebleau.

### Activités juridiques et politiques
Après la guerre, il s'installe à Paris, et devenu avocat, il est inscrit au barreau de Paris. Gustave Gaspard Chaix d'Est-Ange, fils de Gustave Louis, lui offre son patronage, ce qui engage Constant à une fidélité perpétuelle. Aussi, il est choisi comme avocat par la Société des artistes français pour des « qualités de verve et de finesse » mais il préfère se préoccuper des questions de « droit pur ». Il écrit, au cours de cette période, plusieurs ouvrages relatifs au droit, notamment au droit théâtral et à la propriété littéraire et artistique. Il cofonde notamment, avec Félix Grélot (mort jeune), la revue bimensuelle La France judiciaire qui recueille des lois et arrêts avec commentaires, et est nommé rédacteur en chef du Journal des commissaires-priseurs. Estimé dans son milieu, ses commentaires utiles inspirent la juriprudence.
Il s'introduit aussi dans le milieu politique puisqu'en septembre 1889, il se présente comme candidat boulangiste dans l'arrondissement de Fontainebleau, s'opposant à André Ouvré — qui remporte l'élection —, à Tristan Lambert, à Renoult et à Weber.

### Fin de vie et décès
Malgré un âge avancé, il ne consent à arrêter ses activités. Une maladie le frappe à partir de 1917 et l'empêche de se rendre à son palais de justice. Il décède finalement le 15 janvier 1918, vers 15 h 45, à l'âge de 71 ans, en son domicile sis 13 rue des Saints-Pères, dans le 6e arrondissement de Paris. Suivant sa volonté, l'inhumation a lieu dans la plus stricte intimité.

## Descriptions et critiques
Dans une notice posthume, le bâtonnier G. Mennesson évoque Constant avec « sa physionomie bienveillante, mais grave, ses favoris courts, ses lèvres rasées et son fin sourire » et pour lui, Constant « donnait l’impression d’un avocat de l’Ancien Régime » qui « en avait, à la fois, la science juridique et les qualités professionnelles ». En outre, Mennesson explique que Constant « joignait à la connaissance approfondie des textes le souci de la solution équitable ».

## Œuvres
- 1874 : Molière à Fontainebleau [lire sur Wikisource]
- 1875 : Histoire d'un club jacobin en province : Fontainebleau pendant la Révolution
- 1881 : Des listes électorales, manuel pratique à l'usage des électeurs, des maires et des juges de paix
- 1883 : De l'éxecution des jugements étrangers dans les divers pays, étude de droit international privé
- 1884 : Code-manuel des commissaires-priseurs et des notaires, greffiers de justice de paix et huissiers, considérés comme officiers vendeurs et priseurs de meubles
- 1884 : Quelques notes juridiques sur les brevets d'invention, à l'usage des industriels, fabricants et commerçants
- 1885 : L'Hypothèque maritime
- 1886 : Le Congrès international de droit commercial d'Anvers
- série de volumes dans Petite encyclopédie juridique